# Riitta Prusti
Riitta Anneli Prusti, född 10 september 1941 i Vasa, är en finländsk fackföreningsledare och politiker. 
Prusti var ordförande för tjänstemannaförbundet Suomen teollisuustoimihenkilöiden liitto 1979–1984 och andra ordförande för Tjänstemannaorganisationernas centralförbund (TOC) 1984–1992 . Hon blev 1992 som första kvinna ordförande för en facklig centralorganisation, men TOC gick kort därefter i konkurs och upplöstes, vilket hon skildrade i boken Kiirastuli (1994). Hon var representant för socialdemokraterna i Finlands riksdag 1995–2003.